# 肯·波耶
肯頓·洛伊德·「肯」·波耶（英語：Kenton Lloyd "Ken" Boyer，1931年5月20日—1982年9月7日），為美國職棒大聯盟的一壘手。職業生涯曾效力過紅雀、大都會、白襪與道奇等隊。
波耶生涯一共入選11次明星賽，1次MVP，還有5次金手套獎。他曾5次達成單季3成以上打擊率和8次單季至少20轟。
波耶在紅雀隊敲出255轟也僅次於斯坦·穆休和亞伯特·普荷斯，他也是史上第二位生涯擊出超過250轟的三壘手。另外他在紅雀隊達成兩次完全打擊，是1900年後唯一一位達成此成就的紅雀球員。

## 職業生涯

### 聖路易紅雀
1955年4月12日，波耶登上大聯盟。他的生涯首安就是一發2分砲，該年他的打擊率為2成64，並有62分打點。1956年，波耶首度入選明星賽，並且擔任國聯先發第四棒。該年他的打擊率為3成06，並敲出26轟與98分打點。
1957年，紅雀隊將新秀三壘手Eddie Kasko升上大聯盟，於是波耶移防中外野。儘管他的守備率為國聯外野手最高，不過他還是在隔年回到三壘守備。1958年，他的打擊率為3成07，並有90分打點。他從這年開始連續4年拿下金手套獎，另外他也在這年參與41次雙殺，為國聯史上單季第二高的紀錄。
1959年，波耶成為紅雀隊的隊長。這年他還締造了連續29場比賽敲安的個人紀錄，他在那段期間的打擊率高達3成50，並敲出8轟與23分打點。最後他整年的打擊率為3成09，並敲出28轟與94分打點。1960與1961年，波耶在打擊率、全壘打、打點、得分和壘打數皆為隊上第一。1961年9月14日，他達成了完全打擊，而且他還成為史上第一位以再見全壘打達成此成就的球員。該年他還敲出了兩次再見全壘打，紅雀隊史只有他和斯坦·穆休達成過。1962年9月19日，波耶超越了羅傑·霍斯比成為紅雀隊的右打者全壘打王。該年他也寫下個人單季新高的98分打點。1963年6月7日，波耶敲出生涯200轟。該年他的打點推高至111分，並且拿下個人第五座金手套獎。
1964年可說是波耶的生涯年，他在5月和7月的打擊率分別為3成50和3成42。6月16日，他更成為大聯盟史上第19位達成兩次完全打擊的球員。球隊在8月初的戰績為54勝51敗，不過波耶在球季末面對國聯龍頭費城人的系列戰打擊率高達4成，最後球隊順利逆轉費城人拿下國聯冠軍。1964年世界大賽第4場，波耶擊出了滿貫砲，幫助紅雀4比3贏球。第7場，波耶單場敲出了3支安打。最後紅雀順利拿下世界大賽冠軍。該場比賽鱉的弟弟Clete也有開轟，成為史上第一場兄弟同場開轟的世界大賽。該年他以2成95的打擊率，外帶24轟與119分打點的成績拿下國聯MVP。他也成為1917年的Heinie Zimmerman後，第一位拿下國聯打點王的三壘手。而他也在這年拿下盧·賈里格紀念獎。1965年7月10日，波耶敲出生涯第250轟。不過該年他深受背傷困擾，儘管守備率仍有9成68，不過打擊率卻下滑至2成60，並只敲出13轟與75分打點。

### 紐約大都會
1965年10月，紅雀將波耶交易至大都會，換來Al Jackson和Charley Smith。雖然球隊戰績不佳，不過他仍在這裡達成許多紀錄。1966年5月13日，他跑回生涯第1000分。該年他的打擊率為2成66，並敲出14轟與61分打點。1967年5月10日，他達成生涯2000安。10天後敲出生涯第300支二壘安打。

### 芝加哥白襪
1967年7月27日，大都會將波耶和Sandy Alomar交易至白襪，換來三壘手Bill Southworth和捕手J. C. Martin。波耶在剩餘球季繳出2成61的打擊率。1968年，波耶僅出賽10場比賽，打擊率僅1成25。最後白襪在5月2日將他釋出。

### 洛杉磯道奇
1968年5月10日，波耶與道奇隊簽約。他在9月7日達成生涯2000場出賽，而他該年的打擊率為2成71。1969年，波耶多半在球隊裡擔任代打。他在該年8月9日進行生涯最終戰，整季他出賽25場比賽，打擊率為2成06。球季結束後，波耶原想擔任教練。不過道奇隊認為他還能以資深球員的身分繼續帶領年輕小將們，所以希望波耶不要退休，但是最後波耶還是決定結束他的球員生涯。
總計波耶15年職業生涯打擊率為2成87，敲出2143支安打與282支全壘打，以及1141分打點。他生涯一共入選11次明星賽，12次敲出再見安打在紅雀隊史也只輸給盧·布羅克和亞伯特·普荷斯。2007年4月28日，普荷斯敲出生涯256轟，正式超越波耶成為紅雀隊史的右打者全壘打王。

#### 生涯打擊數據
| 出賽數 | 打席 | 打數 | 得分 | 安打 | 二安 | 三安 | 全壘打 | 打點 | 盜壘 | 保送 | 三振 | 打擊率 | 上壘率 | 長打率 | 觸身球 | 守備率 |
| 2034   | 8274 | 7455 | 1104 | 2143 | 318  | 68   | 282    | 1141 | 105  | 713  | 1017 | .287   | .349   | .462   | 20     | .957   |

## 退休之後
退休後，波耶在紅雀隊的小聯盟執教。1970年，他在2A擔任總教練。1971年至1972年，他在紅雀隊擔任教練團之一。之後又回到小聯盟繼續執教6年，其中他在1974年還曾帶領球隊拿下聯盟冠軍。而波耶也挖掘了不少棒球好手，像是基斯·赫南德茲、Garry Templeton、Mike Easler、Tito Landrum、Larry Herndon等等，日後在大聯盟都有不錯的成績。
1978年球季初，隨著總教練Vern Rapp被解雇，波耶接替了總教練職務。該年紅雀隊拿下62勝81敗。隔年紅雀隊在僅拿下18勝33敗的時候，波耶被球隊解雇。1981年，波耶回到3A球隊執教，不過因為肺癌使得他被迫離職休養。

### 執教成績
| 球隊       | 開始年 | 結束年 | 例行賽戰績 | 例行賽戰績 | 例行賽戰績 |
| 球隊       | 開始年 | 結束年 | W          | L          | Win %      |
| ---------- | ------ | ------ | ---------- | ---------- | ---------- |
| 聖路易紅雀 | 1978   | 1980   | 166        | 190        | .466       |

## 名人堂票選之路

### 全美棒球記者協會
1975年，波耶首度獲得名人堂票選資格。不過在當時大聯盟只有一位三壘手入選名人堂(1948年入選的派·崔諾)，就算是生涯超過500轟的三壘手艾迪·馬修斯在前一年的票選得票率也只有32%而已。而波耶在名人堂前5年都沒能成功入選，1979年的得票率更是跌破0.5%直接被大聯盟淘汰資格。經過了多人的請願後，大聯盟在1985年破例讓波耶、Curt Flood和Ron Santo等三位選手進入票選。但是波耶的得票率依舊只有17.2%。最後到1994年，波耶都沒能成功入選，加上入選年資已到期，使得他無法再經由全美棒球記者協會推薦。

### 名人堂資深委員會
2003年、2005年與2007年，名人堂資深委員會曾將波耶提名至名人堂票選，不過還是沒有成功讓波耶入主古柏鎮。

### 黃金世代委員會
2010年，黃金世代委員會取代名人堂資深委員會。他們從1947年至1972年間挑選10名多半被認為是大聯盟遺珠的球員進行名人堂補選，不過波耶最後差了9票，還是沒能入選名人堂。

## 紀念

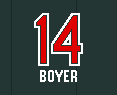
1984年，紅雀隊將波耶的14號球衣退休。

2012年，波耶入選紅雀隊名人堂。他在球員時期所穿的14號球衣也在1982年5月20日被球隊退休。2014年，紅雀隊將他和另外22名前紅雀球員引進至紅雀隊名人堂博物館內。

## 個人生活
波耶於1952年4月結婚，後來育有2子2女。其中兒子大衛曾在1974年被紅雀選中，並在小聯盟體系打到1978年。1982年9月7日，波耶因癌症去世，享年51歲。

## 外部連結
- 球員資訊和成績在MLB ，ESPN ，Retrosheet ，Baseball Reference ，Baseball Reference (Minors) ，Fangraphs ，The Baseball Cube （英文）

| 奖项与成就                 | 奖项与成就                           | 奖项与成就                       |
| -------------------------- | ------------------------------------ | -------------------------------- |
| 前任： 華倫·史潘           | 大聯盟單月表現最佳球員 1960年9月     | 繼任： Joey Jay                  |
| 前任： Bill White Jim King | 完全打擊 1961年9月14日 1964年6月16日 | 繼任： Lou Clinton 威利·史塔格爾 |